# Mulakalacheruvu
Mulakalacheruvu (télougou : ములకలచెరువు) est un village du district d'Annamayya, dans l'État de l'Andhra Pradesh en Inde. Il est le siège du mandal de Mulakalacheruvu.